# Verwaltungsgerichtshof Darmstadt
Der Verwaltungsgerichtshof Darmstadt (offizielle Bezeichnung: einfach nur „Verwaltungsgerichtshof“) war das Verwaltungsgericht im Großherzogtum Hessen und nach 1918 im Volksstaat Hessen mit Sitz in Darmstadt.

## Geschichte

### Großherzogtum
Im Rahmen der Verwaltungsreform von 1874 wurden Kreisausschüsse und Provinzialausschüsse gebildet. Die Kreisausschüsse bestanden aus Kreisrat (Landrat) und sechs vom Kreistag gewählten Mitgliedern. Er war einerseits Verwaltungsorgan, hatte aber auch die Funktion eines Verwaltungsgerichts. Gegen Entscheidungen des Kreisausschusses war Rekurs beim Provinzialausschuss möglich. Dieser bestand aus dem Provinzialdirektor und weiteren vom Provinzialtag gewählten Mitgliedern.
Als Berufungsinstanz wurde der Verwaltungsgerichtshof Darmstadt eingerichtet. Er ersetzte in dieser Funktion den Staatsrat des Großherzogtums Hessen. Das Gericht mit Sitz in Darmstadt war jedoch nicht für alle Verwaltungsangelegenheiten zuständig. In einer Reihe von Fällen traf das Ministerium des Innern die letztinstanzliche Entscheidung. Mit dem Verwaltungsrechtspflegegesetz vom 8. Juli 1911 wurden die Zuständigkeiten zusammengefasst und erweitert. Nun war das Gericht auch für den wichtigen Bereich der Polizeiangelegenheiten letztinstanzlich zuständig.

### Volksstaat
In der Weimarer Republik regelte Art. 107 der Weimarer Reichsverfassung, dass jedes Land ein Verwaltungsgericht einzurichten habe. Da dies im Volksstaat Hessen bereits bestand, führte der Verwaltungsgerichtshof Darmstadt seine Arbeit fort. Die Gleichschaltung der Justiz nach der Machtergreifung der Nationalsozialisten betraf auch den Verwaltungsgerichtshof Darmstadt. Daneben büßte die Verwaltungsgerichtsbarkeit ihre Funktion ein: Eine gerichtliche Überprüfung des Verwaltungshandelns im totalitären Staat war nicht vorgesehen. Dennoch bestand der Verwaltungsgerichtshof Darmstadt zunächst weiter. 1944 wurde die Verwaltungsgerichtsbarkeit generell abgeschafft.

### Nach dem Zweiten Weltkrieg
1946 wurde die Verwaltungsgerichtsbarkeit im neu entstandenen Bundesland Hessen neu geordnet. Der Verwaltungsgerichtshof Darmstadt wurde dabei nicht wieder eingerichtet. Oberstes Verwaltungsgericht in Hessen wurde der  Hessische Verwaltungsgerichtshof, in Darmstadt wurde das Verwaltungsgericht Darmstadt als erstinstanzliches Verwaltungsgericht eingerichtet.

## Personal

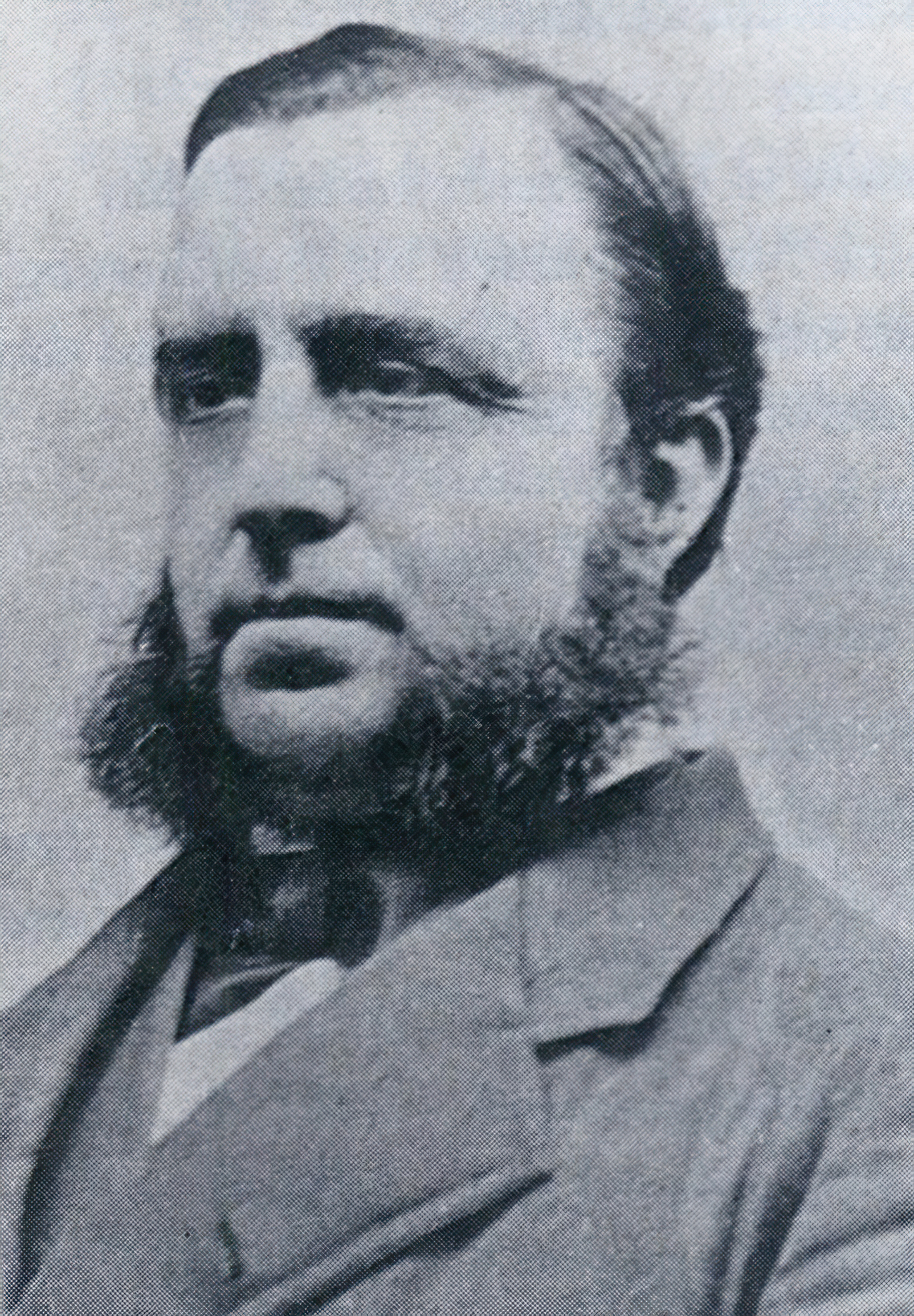
Heinrich Knorr von Rosenroth, Präsident 1898–1904

Die Richter des Gerichts rekrutierten sich zum einen aus erfahrenen Richtern aber auch aus erfahrenen Verwaltungsfachleuten.

### Präsidenten
- Wilhelm Maurer (Richter) (1875–1876)
- Maximilian von Preuschen von und zu Liebenstein
- Friedrich Küchler (1891–1898)
- Heinrich Knorr von Rosenroth (1898–1904)
- Ferdinand Emmerling (ab 1904)
- August Karl Weber (1912–1924)

### Richter
- Julius Creizenach (ab 1875)[6]
- Franz Friedrich Königer (ab 1880)
- Otto Pistor (1885–1894)
- Wilhelm Heinzerling (ab 1888)
- Karl Muhl (ab 1888)
- Karl Göttelmann (ab 1911)
- Hermann Freiherr Schenck zu Schweinsberg (1912–?)
- Karl Schliephake (1912–1913)
- Hermann Stammler (1912–1917)
- Hermann Kratz (1922–1930)
- Ludwig Schwamb (1928–1933)
- Otto Hofmann